# Kárpáti Balázs
Kárpáti Balázs (Budapest, 1984. június 10. –) Fonogram – Magyar Zenei Díjas zenész, Artisjus-díjas magánoktató, zeneszerző, gitáros, 2012-től a Firkin együttes tagja.

## Élete
Édesapja Kárpáti Pál (1954) filmipari rendezőasszisztens (MaFilm, Euro Film Studio), édesanyja (1954) általános iskolai igazgató és tanár (Derkovits Gyula Általános Iskola). Zenei tanulmányait nyolcéves korában kezdte Budapesten, az I. kerületi zeneiskolában, ahol zeneelmélet mellett klasszikus zongora alapszakot végzett. 1997-től a Veres Pálné Gimnázium hatosztályos tagozatára járt, ahol 2003-ban érettségizett.
Mohai Tamás, Rieger Attila és Vargha Róbert gitártanárok felkészítésével 2009-ben felvételt nyert a Kodolányi János Egyetem jazz tanszakára, ahol Birta Miklós, Czirják Csaba főtárgytanárok és Szabó Dániel tanszékvezető felügyelete mellett 2012-ben államvizsgai dicsérettel summa cum laude végzett mint jazzgitár-előadóművész.
2012-től a Firkin gitárosa. A zenekarral bejárta egész Európát, rendszeresen turnézik a legnagyobb hazai és külföldi fesztiválszínpadokon, mint a Sziget Fesztivál, Wacken Open Air, Summer Breeze Open Air, Rockharz Open Air, Montreux-i Jazz Fesztivál.
Együttműködött többek között a következő zenészekkel: Jamie Winchester, Karácsony János (zenész) (LGT), Szalóki Ági, Nagy Hunor Attila (Beatrice), Fehér Zsombor (Kerekes Band), Pál István (népzenész), Szabó Attila (zenész) (Csík Zenekar), Németh Alajos (Bikini (együttes)).

## Lemezei

### Firkin
- Finger in the Pie (LP, 2014)
- Revox (EP, 2015)
- Start Again (Single, 2016)
- Into the Night (EP, 2017)
- We Are the Ones (2018)
- Firkin.hu (EP, 2020)
- Spice It Up! (2023)
- Rumini Tükör-szigeten (2023)
- Kocsmadalok (2024)

## Díjai, elismerései
- Fonogram – Magyar Zenei Díj (Firkin (2016): az év hazai világ- vagy népzenei albuma vagy hangfelvétele[2])
- Artisjus-díj (Zenetanári díj – 2020 [3])
- Fonogram – Magyar Zenei Díj (Firkin (2025): az év hazai gyermek albuma vagy hangfelvétele[4])

## Oktatás
2011-től folyamatosan aktív gitár-, hangszerfüggetlen zeneelmélet- és alapfokú zongora-magánoktató. Az eddigi, közel 10 év alatt kiforrott módszerekkel tanít, melyek ötvözik a klasszikus (papír, ceruza) és a modern szoftverek alkalmazásával készülő, teljes körűen felhasználható interaktív kották (TAB-ok) használatát.